# 北京市通州区住房城乡建设委
39°54′12″N 116°39′22″E / 39.90333°N 116.65604°E
北京市通州区住房城乡建设委是北京市通州区人民政府的一个部门。

## 领导
2021年2月，本机构的领导为：
- 孙奎亮：通州区住房和城乡建设委党组书记、主任。工作分工：负责住房城乡建设委行政全面工作
- 赵明：通州区住房和城乡建设委党组成员、通州区房屋征收中心主任。工作分工：负责征收补偿和房屋拆迁、住房保障、棚户区改造工作
- 杜少勋：通州区住房和城乡建设委副主任。工作分工：负责建筑工程质量监管工作
- 王练雄：通州区住房和城乡建设委党组成员、副主任。工作分工：负责执法、施工安全监管、扬尘治理、消防、劳务管理工作，负责招投标管理工作，负责协调解决工程款、劳务费纠纷
- 刘长志：通州区住房和城乡建设委党组成员、副主任。工作分工：负责建筑工程施工许可审批、村镇建设工作、负责重点工程协调工作
- 吴殿东：北京市通州区区住房和城乡建设委党组成员、副主任。工作分工：负责党建、精神文明、党风廉政建设、群团工作；负责财务、法制工作；负责房地产开发、房地产市场监管工作
- 任瑞启：北京市通州区住房和城乡建设委党组成员、副主任。工作分工：负责接诉即办、信访维稳工作；负责防汛及直管公房管理工作；负责建筑企业资质管理、动态监管工作，负责建筑业从业人员、执业人员资格管理、培训教育等相关工作
- 张剑：北京市通州区房屋征收事务中心副主任。工作分工：负责征收补偿、房屋拆迁管理工作
- 张跃：北京市通州区住房保障事务中心主任。工作分工：负责区住建委住房保障事务中心全面工作（除棚改相关工作）
- 姚凯：北京市通州区房屋征收中心副主任。工作分工：负责房屋征收与补偿的具体工作
- 兰巍：通州区住房和城乡建设委员会副主任。工作分工：负责物业相关工作；

## 机构设置
2021年2月，本机构下设：
- 居住小区管理办公室
- 北京市通州区建设工程招标投标服务中心(北京市通州区建设工程发包承包交易中心)
- 建设工程质量监督站
- 房管所
- 通州区房地产交易中心
- 北京市通州区住房和城乡建设委员会办公室
- 北京市通州区住房和城乡建设委员会政工科
- 北京市通州区住房和城乡建设委员会财务科
- 北京市通州区住房和城乡建设委员会工程管理科
- 北京市通州区住房和城乡建设委员会村镇建设管理科
- 北京市通州区住房和城乡建设委员会建筑企业管理科
- 北京市通州区住房和城乡建设委员会全程代理服务办公室
- 北京市通州区住房和城乡建设委员会房屋市场管理科
- 北京市通州区住房和城乡建设委员会物业管理科
- 住房保障和改革办公室
- 北京市通州区住房和城乡建设委员会执法监督科
- 北京市通州区住房和城乡建设委员会房屋登记管理科
- 居住小区管理办公室